# Scotophilus marovaza
Scotophilus marovaza — вид ссавців родини лиликових. 

## Проживання, поведінка
Країни поширення: Мадагаскар. Мешкає нижче 200 м над рівнем моря. Було висловлено припущення, що пальми є природним середовищем відпочинку для цього виду і також ці кажани адаптувалися до використання мертвого листя на дахах. Вид поширюється в районах саванових луків і сухих листяних лісів. 

## Загрози та охорона
Ніяких серйозних загроз не відомо.